# Sant Pere d'Altés
Sant Pere d'Altés és una obra del municipi de Bassella (Alt Urgell) protegida com a bé cultural d'interès local.

## Descripció
Es tracta d'un església d'una sola nau, capçada a llevant amb capçalera plana i coberta amb volta de canó amb llunetes, que arrenca d'un fris motllurat que recorre tota la nau. Tres arcs faixons divideixen la nau en quatre trams de diferent amplària. Els dels extrems són més grans que els centrals, en aquests hi trobem dues parelles de capelles afrontades, en arc de mig punt i cobertes amb volta de canó. Les que estan al costat de l'àmbit presbiteral tenen llunetes les altres dos no. Les capelles laterals estan flanquejades per dues pilastres de secció rectangular, culminades amb capitells amb volutes, molt estilitzats.
L'àmbit presbiteral està sobreelevat amb relació a la resta de la nau. Presenta una porta al mur meridional i un retaule de guix amb una gran fornícula central en arc de mig punt, flanquejat per dos parells de columnes toscanes i culminat per dues gran volutes que sostenen un gerro. Als peus de l'església, lloc d'accés a l'immoble hi ha un cor en alt d'obra, obert a la nau en arc carpanell i amb barana de fusta. S'hi accedeix per una escala de cargol situada a la cantonada nord-occidental. Al mur oposat hi ha una petita cambra amb la pica baptismal de cos gallonat amb la data 1822 i un peu molt ornamentat amb decoració vegetal, motllures i volutes. La capella lateral del mur meridional, adossada a l'altar, conté les pintures dels goigs de la Verge amb una iconografia i un estil propis del segle xix.
S'accedeix al temple per la façana occidental per una porta adovellada, en arc carpanell, centrada amb relació a l'eix de simetria i flanquejada per dos finestrons quadrangulars. A la part alta de la façana hi ha un ull de bou adovellat i amb motllures. A sota hi ha un carreu amb la data 1818 gravada. La façana és rematada per un entaulament totalment horitzontal, matisat als seus extrems per dues concavitats que traça la coberta. La façana està coronada per un campanar d'espadanya de dos ulls d'arc de mig punt amb una coberta a doble vessant de perfil concau, coronat per tres pinacles al capdamunt. El parament exterior és de grans carreus de pedra arenisca, més regulars a les cantonades i a les obertures i de mides i disposició més irregular a la resta, amb evidències de reaprofitament. La coberta és de teula de doble vessant.
Es tracta d'un temple que segueix les pautes estilístiques del barroc, mentre que a l'exterior respon a unes línies estilístiques classicistes pròpies de l'evolució del llenguatge barroc a partir de finals del segle xviii.

## Història
L'antiga església parroquial de Sant Pere d'Altès, que havia estat el temple del castell d'Altès (situat a la baixa Ribera Salada), ja és documentada a la segona meitat del segle xi en una carta de donació datada l'any 1062. Aquesta església també apareix citada a l'acta de consagració de la catedral de la Seu d'Urgell, fet que ens indica que l'església ja existia al segle x.
A la segona meitat del segle xii hi ha documentada la donació a la canònica de Santa Maria de Solsona de l'església de Sant Pere del castell d'Altès i totes les esglésies del terme ja construïdes i les que es poguessin construir. La propietat d'aquest temple per part de Santa Maria de Solsona queda reflectida en diverses notícies documentals de la segona meitat del segle xii.
El lloc d'Altès pervingué als senyors de Josa a la segona meitat del segle xiii, dels quals encara consta el domini al segle xviii. Amb posterioritat Altès figura l'any 1831 com a senyoria de Mercader i Sadurní.
Des del punt de vista eclesiàstic, la parròquia d'Altès va mantenir-se al bisbat d'Urgell quan es va crear el nou bisbat de Solsona l'any 1593, mentre que la parròquia veïna d'Ogern passava a la nova entitat solsonina. L'any 1818 l'antiga església, possiblement romànica, era substituïda per una construcció de nova planta. Actualment, la parròquia d'Altès és gestionada des del bisbat de Solsona encara que pertany al bisbat d'Urgell.